# Thripophaga
Genre
Le genre Thripophaga regroupe quatre espèces de passereaux appartenant à la famille des Furnariidae.

## Liste des espèces
D'après la classification de référence (version 3.5, 2013) du Congrès ornithologique international (ordre phylogénique) :
- Thripophaga cherriei – Synallaxe de l'Orénoque
- Thripophaga amacurensis – (?)
- Thripophaga macroura – Synallaxe rayé
- Thripophaga fusciceps – Synallaxe terne
- Thripophaga gutturata – Synallaxe ponctué